# Clásico quilmeño
El clásico quilmeño es un clásico de fútbol argentino entre Quilmes y Argentino de Quilmes, ambos de la ciudad Quilmes, Buenos Aires. Este clásico, últimamente no se disputa, ya que militan desde hace tiempo en diferentes categorías, el último se dio el 16 de agosto de 1981. Quilmes juega en la segunda división, mientras que Argentino de Quilmes en la tercera división.

## Historia
Quilmes Atlético Club fue fundado el 27 de noviembre de 1887 por iniciativa del presbítero anglicano Joseph Thomas Stevenson, con el nombre de Quilmes Cricket Club. En la zona de Quilmes, en el momento de la fundación del cervecero, sólo existía el Quilmes Lawn Tennis Club. Todos los clubes anteriores se habían disuelto, entre ellos el Quilmes Rovers y un Quilmes Athletic Club anterior al que todos conocemos. En sus primeros años, Quilmes no aceptó socios que no fueran de origen británico, no obstante, en marzo de 1898, el Quilmes Cricket Club incorporó el fútbol entre sus actividades y la institución cambió su nombre por el actual. Para los primeros tiempos del siglo XX, Quilmes Atlético Club ya aceptó socios argentinos ya que la fundación del Club Atlético Argentino de Quilmes, de tinte nacionalista, podría declinar la popularidad de esta institución.
El "mate" se fundó el 1 de diciembre de 1899 por un grupo de estudiantes argentinos del Colegio Nacional de Buenos Aires (algunos integrantes del equipo El Relámpago), para la práctica de fútbol criollo. Los fundadores establecieron normas propias que se diferenciaban del club vecino inglés, Quilmes Atlético Club, como por ejemplo a la costumbre de agasajar a los equipos visitantes con té y masas que ofrecía este, se lo reemplazó por mate cocido (de aquí el apodo de la institución) con bizcochitos de grasa, esta vecindad con oposiciones nacionalistas y culturales fue la que provocaría la rivalidad entre ambas instituciones, la que se mantendría tal hasta mediados del siglo XX, cuando ya se terminó de consolidar el rumbo muy distinto de ambos equipos.

## Comparación de datos
|                          | Observaciones                               |                           |
| ------------------------ | ------------------------------------------- | ------------------------- |
| El Mate                  | Apodo                                       | Cervecero                 |
| Primera B                | Categoría actual                            | Primera Nacional          |
| Quilmes                  | Localidad                                   | Quilmes                   |
| 1899                     | Año de fundación                            | 1887                      |
| Barranca Quilmeña        | Estadio                                     | Centenario                |
| 7.000                    | Capacidad del Estadio                       | 30.200                    |
| 25                       | Temporadas en 1.ª                           | 62                        |
| 0                        | Campeonatos de 1.ª                          | 2                         |
| 41                       | Temporadas en 2.ª                           | 64                        |
| 1                        | Campeonatos de 2.ª                          | 4                         |
| 36                       | Temporadas en 3.ª                           | 1                         |
| 1                        | Campeonatos de 3.ª                          | 1                         |
| 15                       | Temporadas en 4.ª                           | 0                         |
| 2                        | Campeonatos de 4.ª                          | 0                         |
| 7                        | Temporadas en 5.ª                           | 0                         |
| 1                        | Campeonatos de 5.ª                          | 0                         |
| 0                        | Copas nacionales                            | 1                         |
| 5                        | Totales de Títulos Oficiales                | 8                         |
| 39ª posición: 427 puntos | Clasificación histórica en Primera División | 20ª posición: 1627 puntos |

## Resumen de enfrentamientos

### Primera División
| Temporada | Fecha                   | Local                |     | Visitante            |
| --------- | ----------------------- | -------------------- | --- | -------------------- |
| 1906      | 25 de mayo de 1906      | Quilmes              | 3-1 | Argentino de Quilmes |
| 1906      | 26 de agosto de 1906    | Argentino de Quilmes | 1-4 | Quilmes              |
| 1907      | 25 de mayo de 1907      | Argentino de Quilmes | 2-2 | Quilmes              |
| 1907      | 9 de julio de 1907      | Quilmes              | 3-0 | Argentino de Quilmes |
| 1908      | 7 de junio de 1908      | Argentino de Quilmes | 5-1 | Quilmes              |
| 1908      | 19 de julio de 1908     | Quilmes              | 1-4 | Argentino de Quilmes |
| 1909      | 20 de mayo de 1909      | Argentino de Quilmes | 2-0 | Quilmes              |
| 1909      | 4 de julio de 1909      | Quilmes              | 1-1 | Argentino de Quilmes |
| 1910      | 31 de julio de 1910     | Quilmes              | 2-2 | Argentino de Quilmes |
| 1910      | 14 de agosto de 1910    | Argentino de Quilmes | 3-2 | Quilmes              |
| 1915      | 3 de octubre de 1915    | Argentino de Quilmes | 0-1 | Quilmes              |
| 1916      | 8 de octubre de 1916    | Quilmes              | 0-2 | Argentino de Quilmes |
| 1927      | 4 de diciembre de 1927  | Quilmes              | 2-3 | Argentino de Quilmes |
| 1928      | 28 de octubre de 1928   | Quilmes              | 5-1 | Argentino de Quilmes |
| 1929      | 1 de septiembre de 1929 | Argentino de Quilmes | 1-0 | Quilmes              |
| 1930      | 12 de abril de 1931     | Argentino de Quilmes | 0-1 | Quilmes              |

Datos actualizados al último partido jugado el 12 de abril de 1931.

### Segunda División
| Temporada | Fecha                    | Local                |     | Visitante            |
| --------- | ------------------------ | -------------------- | --- | -------------------- |
| 1938      | 13 de agosto de 1938     | Argentino de Quilmes | 0-1 | Quilmes              |
| 1938      | 26 de noviembre de 1938  | Quilmes              | 1-1 | Argentino de Quilmes |
| 1938      | 3 de diciembre de 1938   | Argentino de Quilmes | 1-0 | Quilmes              |
| 1938      | 10 de diciembre de 1938  | Quilmes              | 0-1 | Argentino de Quilmes |
| 1940      | 24 de agosto de 1940     | Quilmes              | 1-0 | Argentino de Quilmes |
| 1940      | 18 de diciembre de 1940  | Argentino de Quilmes | 1-3 | Quilmes              |
| 1941      | 29 de marzo de 1941      | Argentino de Quilmes | 0-2 | Quilmes              |
| 1941      | 26 de julio de 1941      | Quilmes              | 2-1 | Argentino de Quilmes |
| 1943      | 11 de julio de 1943      | Quilmes              | 4-3 | Argentino de Quilmes |
| 1943      | 6 de noviembre de 1943   | Argentino de Quilmes | 0-2 | Quilmes              |
| 1946      | 4 de mayo de 1946        | Argentino de Quilmes | 3-1 | Quilmes              |
| 1946      | 28 de septiembre de 1946 | Quilmes              | 0-0 | Argentino de Quilmes |
| 1947      | 9 de agosto de 1947      | Argentino de Quilmes | 2-3 | Quilmes              |
| 1947      | 20 de diciembre de 1947  | Quilmes              | 2-1 | Argentino de Quilmes |
| 1948      | 19 de junio de 1948      | Quilmes              | 1-3 | Argentino de Quilmes |
| 1948      | 18 de septiembre de 1948 | Argentino de Quilmes | 2-2 | Quilmes              |
| 1949      | 10 de julio de 1949      | Quilmes              | 1-0 | Argentino de Quilmes |
| 1949      | 19 de noviembre de 1949  | Argentino de Quilmes | 1-1 | Quilmes              |
| 1952      | 5 de abril de 1952       | Quilmes              | 2-1 | Argentino de Quilmes |
| 1952      | 23 de agosto de 1952     | Argentino de Quilmes | 3-1 | Quilmes              |
| 1953      | 2 de mayo de 1953        | Argentino de Quilmes | 4-3 | Quilmes              |
| 1953      | 9 de septiembre de 1953  | Quilmes              | 5-1 | Argentino de Quilmes |
| 1954      | 17 de abril de 1954      | Argentino de Quilmes | 3-1 | Quilmes              |
| 1954      | 28 de agosto de 1954     | Quilmes              | 1-0 | Argentino de Quilmes |
| 1955      | 16 de julio de 1955      | Quilmes              | 1-1 | Argentino de Quilmes |
| 1956      | 4 de agosto de 1956      | Argentino de Quilmes | 3-3 | Quilmes              |
| 1956      | 8 de diciembre de 1956   | Quilmes              | 1-1 | Argentino de Quilmes |
| 1957      | 18 de mayo de 1957       | Quilmes              | 0-0 | Argentino de Quilmes |
| 1957      | 21 de septiembre de 1957 | Argentino de Quilmes | 0-2 | Quilmes              |
| 1964      | 4 de julio de 1964       | Argentino de Quilmes | 1-0 | Quilmes              |
| 1964      | 19 de septiembre de 1964 | Quilmes              | 4-1 | Argentino de Quilmes |
| 1965      | 24 de abril de 1965      | Quilmes              | 3-0 | Argentino de Quilmes |
| 1965      | 2 de octubre de 1965     | Argentino de Quilmes | 0-1 | Quilmes              |
| 1981      | 21 de marzo de 1981      | Quilmes              | 1-0 | Argentino de Quilmes |
| 1981      | 15 de agosto de 1981     | Argentino de Quilmes | 1-1 | Quilmes              |

Datos actualizados al último partido jugado el 15 de agosto de 1981.cancha de Independiente.

### Copas nacionales
| Temporada | Fecha              | Local                |     | Visitante            | Ronda                        |
| --------- | ------------------ | -------------------- | --- | -------------------- | ---------------------------- |
| 1906      | 3 de junio de 1906 | Argentino de Quilmes | 1-9 | Quilmes              | Octavos de final             |
| 1910      | 5 de mayo de 1910  | Quilmes              | 0-0 | Argentino de Quilmes | Octavos de final             |
| 1910      | 8 de mayo de 1910  | Quilmes              | 3-0 | Argentino de Quilmes | Octavos de final - Desempate |

Datos actualizados al último partido jugado el 8 de mayo de 1910.

## Enfrentamientos no oficiales

### Copa Ciudad de Quilmes
Desde 1993 se disputa en el mes de agosto la Copa Ciudad de Quilmes, torneo amistoso que enfrenta a Quilmes y Argentino de Quilmes (salvo la edición de 2011, que enfrentó a Quilmes y Estudiantes de La Plata). La última vez que se disputó este campeonato ocurrió en 2022. Hasta el momento se jugaron 8 ediciones, de las cuales el Cervecero ganó 7 y el Mate conquistó el título no oficial en una ocasión.
Desde 2021 se juega la Copa Ciudad de Quilmes para el fútbol femenino. Ya se han disputado tres ediciones, las cuales dos ganó Quilmes (ediciones 2021 y 2022) y una salió ganador Argentino de Quilmes (edición 2023).

#### Fútbol masculino
| Edición | Fecha                | Local   |             | Visitante            |
| ------- | -------------------- | ------- | ----------- | -------------------- |
| 1°      | 16 de agosto de 1993 | Quilmes | 2 (3)-(4) 2 | Argentino de Quilmes |
| 2°      | 14 de agosto de 1996 | Quilmes | 2-0         | Argentino de Quilmes |
| 3°      | 10 de agosto de 1997 | Quilmes | 4-2         | Argentino de Quilmes |
| 4°      | 14 de agosto de 2008 | Quilmes | 2-0         | Argentino de Quilmes |
| 6°      | 17 de agosto de 2021 | Quilmes | 1 (5)-(4) 1 | Argentino de Quilmes |
| 7°      | 17 de agosto de 2022 | Quilmes | 1-0         | Argentino de Quilmes |
| 8°      | 29 de agosto de 2023 | Quilmes | 3-0         | Argentino de Quilmes |

Datos actualizados al último partido jugado el 29 de agosto de 2023.

#### Fútbol femenino
| Edición | Fecha                | Local   |             | Visitante            |
| ------- | -------------------- | ------- | ----------- | -------------------- |
| 6°      | 16 de agosto de 2021 | Quilmes | 1-0         | Argentino de Quilmes |
| 7°      | 17 de agosto de 2022 | Quilmes | 4-2         | Argentino de Quilmes |
| 8°      | 29 de agosto de 2023 | Quilmes | 0 (1)-(2) 0 | Argentino de Quilmes |

Datos actualizados al último partido jugado el 29 de agosto de 2023.

### Amistosos

#### Fútbol masculino
| Fecha               | Local   |     | Visitante            |
| ------------------- | ------- | --- | -------------------- |
| 14 de marzo de 2023 | Quilmes | 4-1 | Argentino de Quilmes |

Datos actualizados al último partido jugado el 14 de marzo de 2023.

#### Fútbol femenino
| Fecha               | Local   |     | Visitante            |
| ------------------- | ------- | --- | -------------------- |
| 26 de junio de 2021 | Quilmes | 3-0 | Argentino de Quilmes |
| ?? de ???? de 2022  | Quilmes | 2-0 | Argentino de Quilmes |

Datos actualizados al último partido jugado en 2022.